# São Paulo Gay Pride Parade
A São Paulo Gay Pride Parade egy évente megrendezésre kerülő melegfelvonulás São Paulóban az Avenida Paulista sugárúton, amit 1997 óta tartanak meg. A rendezvény Dél-Amerika legnagyobb melegfelvonulása, 2006-ban a Guiness rekordokba bekerült, mint a világ legnagyobb melegfelvonulása, amikor 2.5 millió ember vett részt a meneten, 2009-ben újabb rekordot döntöttek: 4 millióan vettek részt a melegfelvonuláson. 2019-ben São Paulo városának a második legtöbb bevételt hozó rendezvénye volt, a karnevál.
A São Paulo város pride eseményét a szövetségi kormányzat, São Paulo állam kormányzósága és a városvezetés is támogatja. A rendezvény rendszeres támogatói a Caixa Econômica Federal állami bank, a Petrobras olajipari vállalat. A Pride idején 400 ezer turista szokott érkezni a városba, 180 és 190 millió reáis bevételt teremtve a városnak.